# Chevillon (Haute-Marne)
Pour les articles homonymes, voir Chevillon.
Chevillon est une commune française située dans le département de la Haute-Marne, en région Grand Est, à 18 km au sud-est de Saint-Dizier. C'est depuis la Révolution un chef-lieu de canton, typiquement un petit bourg dont la population est de l'ordre de 1 000-1 500 habitants, selon les époques.
Ses habitants sont appelés les Chevillonnais et les Chevillonnaises.

## Géographie

### Localisation

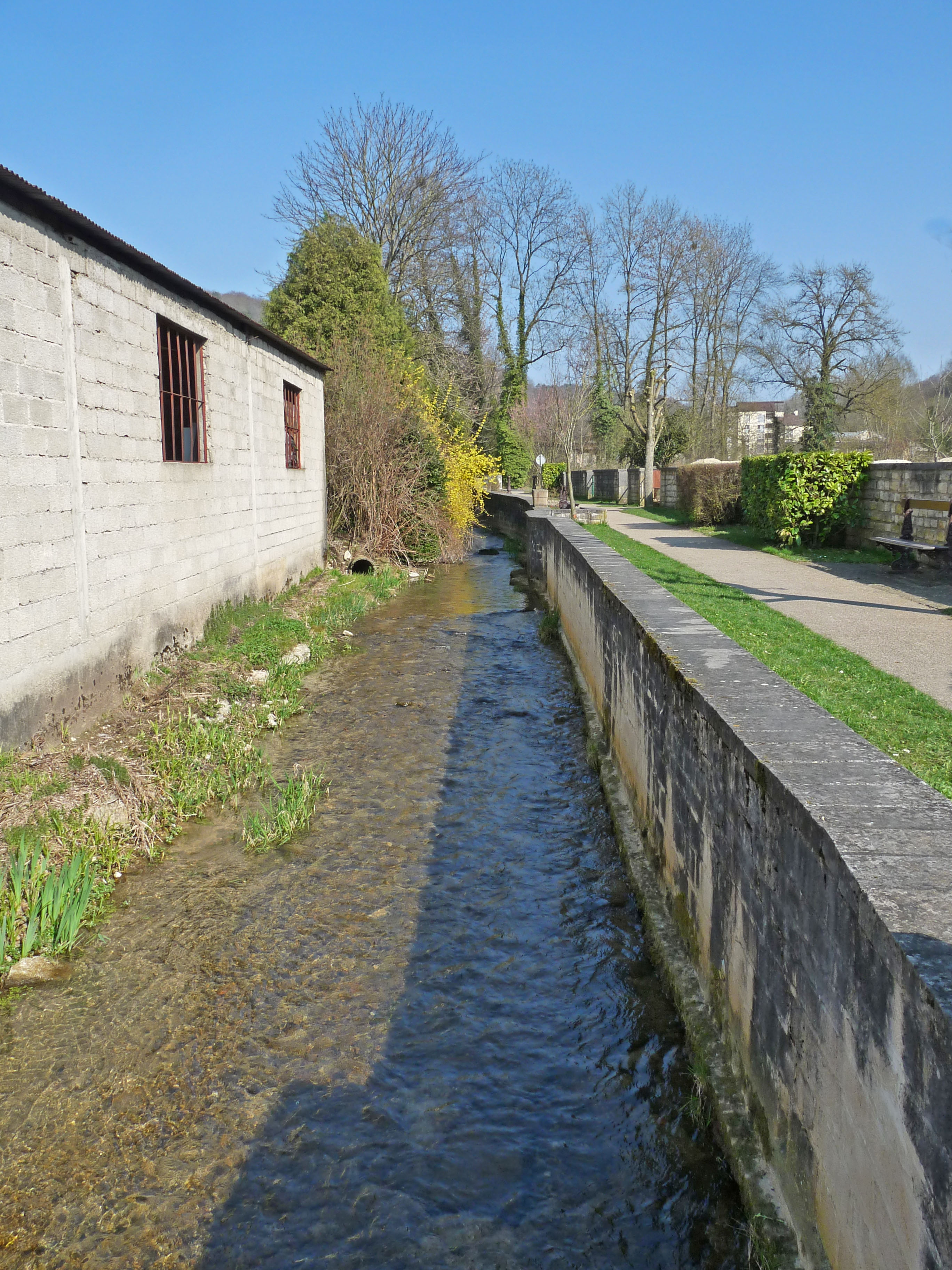
Le ruisseau de Chevillon.

Chevillon est arrosée par le ruisseau du même nom, ainsi que par la Marne qui traverse son territoire.
Le village se trouve à une quarantaine de kilomètres du Parc naturel régional de Lorraine.
Les localités les plus proches sont Rachecourt-sur-Marne, Fontaines-sur-Marne,Sommeville et Curel.
L'ancien village est situé en longueur dans une vallée encaissée. Il a été accru d'un quartier plus récent, industriel et résidentiel, construit autour de la gare, située au débouché de la vallée du ruisseau de Chevillon dans la vallée de la Marne. La vigne (115 ha au XIXe siècle) a longtemps joué un grand rôle dans l'économie locale. Aujourd'hui, les coteaux viticoles sont presque entièrement en friche, sauf le quartier résidentiel moderne construit au débouché de la vallée, en « riviera », partiellement sur les anciennes vignes.

### Hydrographie
La commune est dans la région hydrographique « la Seine de sa source au confluent de l'Oise (exclu) » au sein du bassin Seine-Normandie. Elle est drainée par le canal de la Marne a la Saone, la Marne, le ruisseau de Chevillon et,.
Le canal de la Marne à la Saône est un canal à bief de partage au gabarit Freycinet, d'une longueur de 160 km reliant les vallées de la Marne et de la Saône, géré par les Voies navigables de France. 
La Marne  prend sa source sur le plateau de Langres, dans la commune de Saints-Geosmes (Haute-Marne) et se jette dans la Seine entre Charenton-le-Pont et Alfortville (Val-de-Marne) dans le quartier de Conflans-l'Archevêque. 

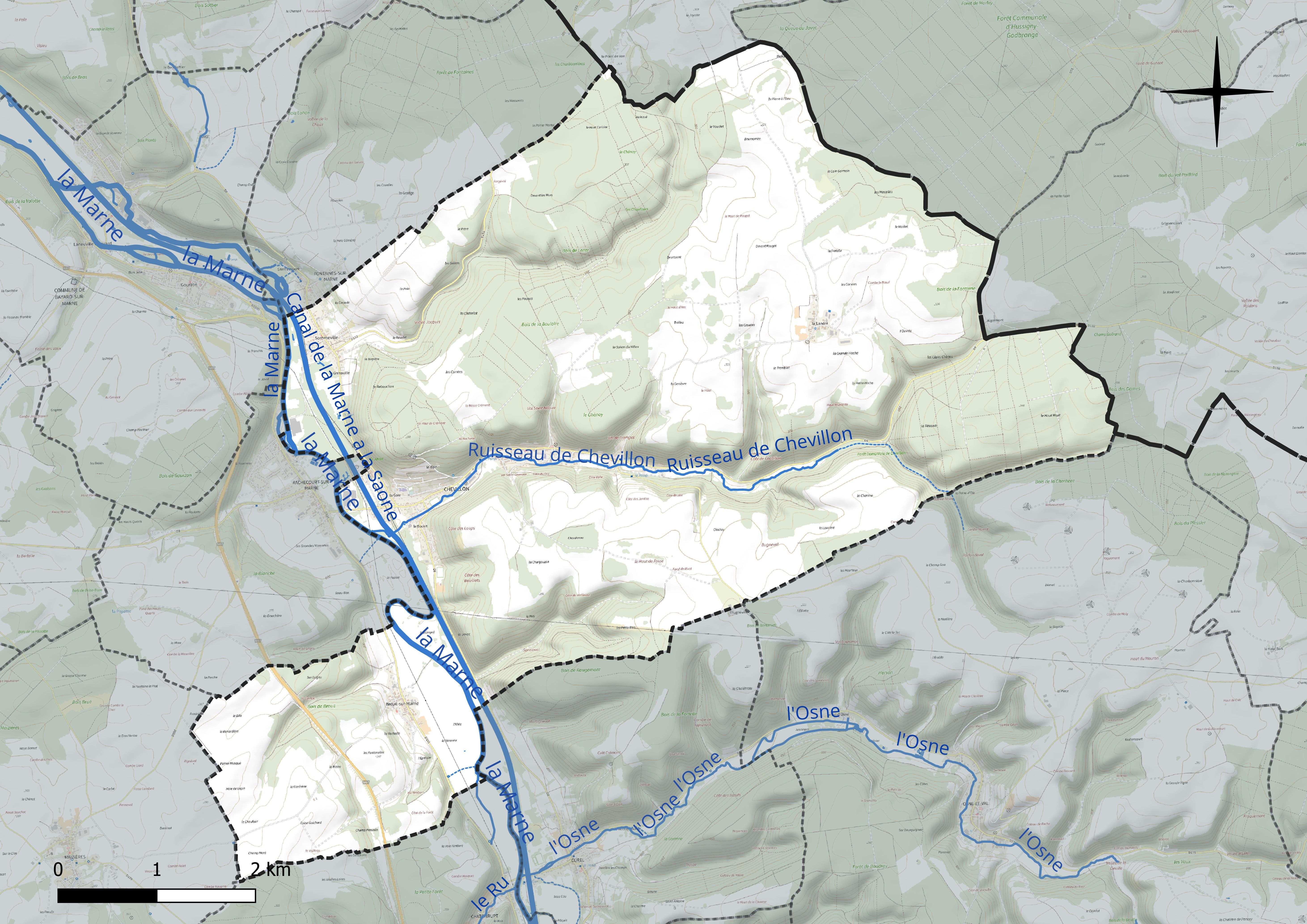
Réseau hydrographique de Chevillon.

### Climat
Pour des articles plus généraux, voir Climat du Grand Est et Climat de la Haute-Marne.
En 2010, le climat de la commune est de type climat de montagne, selon une étude du Centre national de la recherche scientifique s'appuyant sur une série de données couvrant la période 1971-2000. En 2020, Météo-France publie une typologie des climats de la France métropolitaine dans laquelle la commune est exposée à un climat océanique altéré et est dans la région climatique  Lorraine, plateau de Langres, Morvan, caractérisée par un hiver rude (1,5 °C), des vents modérés et des brouillards fréquents en automne et hiver. 
Pour la période 1971-2000, la température annuelle moyenne est de 10,2 °C, avec une amplitude thermique annuelle de 16,3 °C. Le cumul annuel moyen de précipitations est de 1 038 mm, avec 13,8 jours de précipitations en janvier et 9,7 jours en juillet. Pour la période 1991-2020, la température moyenne annuelle observée sur la station météorologique installée sur la commune est de 11,1 °C et le cumul annuel moyen de précipitations est de 982,1 mm. 
La température maximale relevée sur cette station est de 40,6 °C, atteinte le 25 juillet 2019 ; la température minimale est de −17,4 °C, atteinte le 20 décembre 2009,,. 
| Mois                                  | jan.             | fév.           | mars           | avril         | mai           | juin          | jui.          | août          | sep.          | oct.            | nov.             | déc.           | année      |
| ------------------------------------- | ---------------- | -------------- | -------------- | ------------- | ------------- | ------------- | ------------- | ------------- | ------------- | --------------- | ---------------- | -------------- | ---------- |
| Température minimale moyenne (°C)     | 0,4              | 0,4            | 2              | 4,3           | 8,3           | 11,4          | 13,3          | 13,1          | 9,7           | 7,2             | 3,6              | 1,4            | 6,3        |
| Température moyenne (°C)              | 3,3              | 4,1            | 7,1            | 10,3          | 14,3          | 17,6          | 19,6          | 19,3          | 15,4          | 11,7            | 6,9              | 4,1            | 11,1       |
| Température maximale moyenne (°C)     | 6,3              | 7,9            | 12,1           | 16,2          | 20,2          | 23,8          | 25,9          | 25,6          | 21,2          | 16,2            | 10,3             | 6,8            | 16         |
| Record de froid (°C) date du record   | −16,4 02.01.1997 | −16,2 07.02.12 | −15,4 01.03.05 | −6,9 08.04.03 | −0,9 03.05.21 | 1,7 04.06.01  | 5 03.07.11    | 4 30.08.1998  | −0,3 25.09.02 | −5,5 31.10.1997 | −11,8 24.11.1998 | −17,4 20.12.09 | −17,4 2009 |
| Record de chaleur (°C) date du record | 16,5 16.01.1993  | 23 27.02.19    | 27 31.03.21    | 29,3 25.04.07 | 32,7 25.05.09 | 37,9 26.06.19 | 40,6 25.07.19 | 40,1 12.08.03 | 34,8 14.09.20 | 29,7 02.10.23   | 24,2 07.11.15    | 17,4 31.12.22  | 40,6 2019  |
| Précipitations (mm)                   | 90               | 83,7           | 74,2           | 66,3          | 78,4          | 65,7          | 75,5          | 82,7          | 75,5          | 92,6            | 90,4             | 107,1          | 982,1      |

| Diagramme climatique                                  |            |           |             |             |              |              |              |             |             |             |             |
| J                                                     | F          | M         | A           | M           | J            | J            | A            | S           | O           | N           | D           |
| 6,30,490                                              | 7,90,483,7 | 12,1274,2 | 16,24,366,3 | 20,28,378,4 | 23,811,465,7 | 25,913,375,5 | 25,613,182,7 | 21,29,775,5 | 16,27,292,6 | 10,33,690,4 | 6,81,4107,1 |
| Moyennes : • Temp. maxi et mini °C • Précipitation mm |            |           |             |             |              |              |              |             |             |             |             |

Les paramètres climatiques de la commune ont été estimés pour le milieu du siècle (2041-2070) selon différents scénarios d'émission de gaz à effet de serre à partir des nouvelles projections climatiques de référence DRIAS-2020. Ils sont consultables sur un site dédié publié par Météo-France en novembre 2022.

## Urbanisme

### Typologie
Au 1er janvier 2024, Chevillon est catégorisée bourg rural, selon la nouvelle grille communale de densité à sept niveaux définie par l'Insee en 2022.
Elle est située hors unité urbaine. Par ailleurs la commune fait partie de l'aire d'attraction de Saint-Dizier, dont elle est une commune de la couronne,. Cette aire, qui regroupe 72 communes, est catégorisée dans les aires de 50 000 à moins de 200 000 habitants,.

### Occupation des sols
L'occupation des sols de la commune, telle qu'elle ressort de la base de données européenne d’occupation biophysique des sols Corine Land Cover (CLC), est marquée par l'importance des forêts et milieux semi-naturels (50 % en 2018), une proportion sensiblement équivalente à celle de 1990 (50,6 %). La répartition détaillée en 2018 est la suivante : 
forêts (47,6 %), terres arables (36,5 %), prairies (7,7 %), zones urbanisées (3,3 %), zones agricoles hétérogènes (2,4 %), milieux à végétation arbustive et/ou herbacée (2,4 %). L'évolution de l’occupation des sols de la commune et de ses infrastructures peut être observée sur les différentes représentations cartographiques du territoire : la carte de Cassini (XVIIIe siècle), la carte d'état-major (1820-1866) et les cartes ou photos aériennes de l'IGN pour la période actuelle (1950 à aujourd'hui).

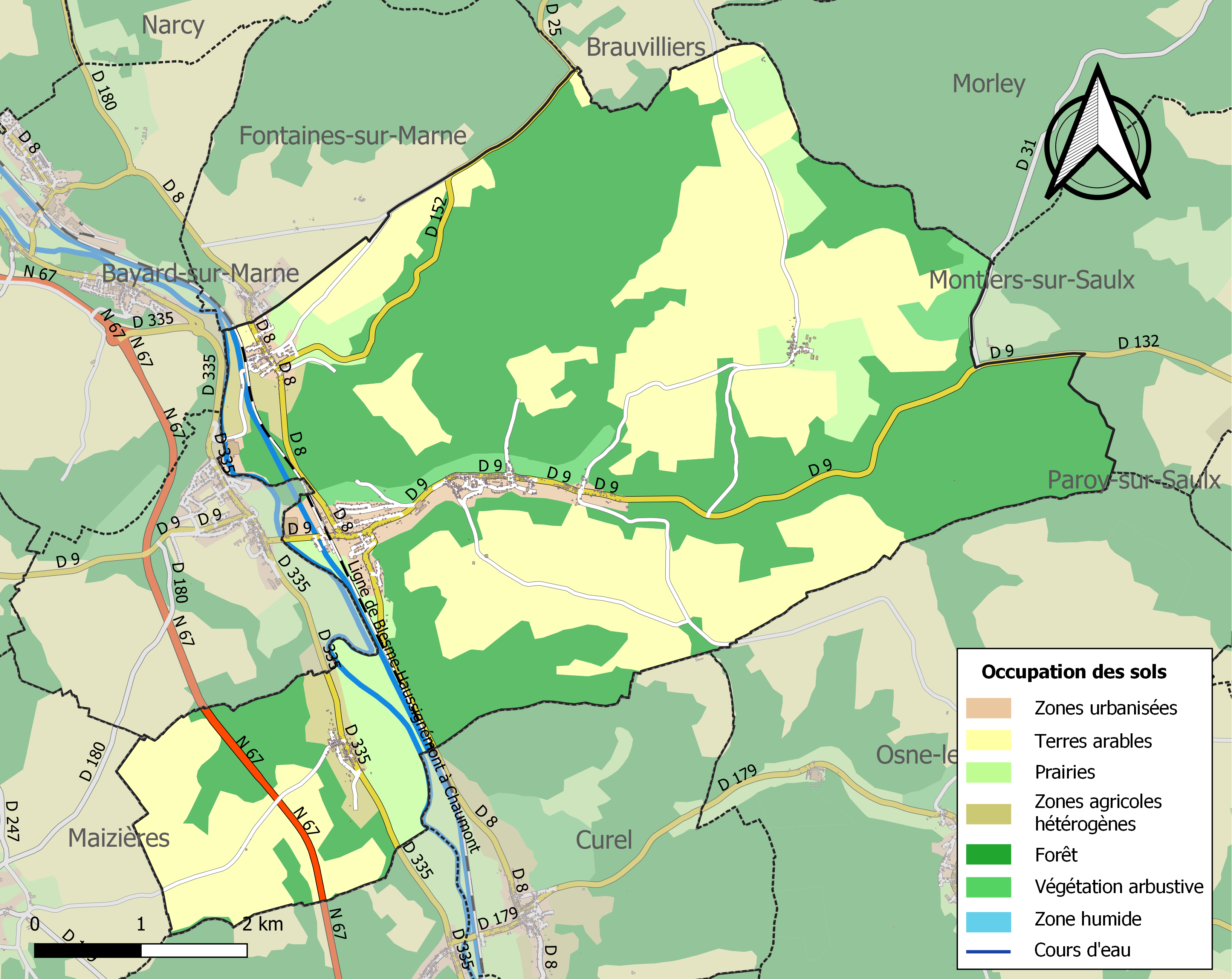
Carte des infrastructures et de l'occupation des sols de la commune en 2018 (CLC).

## Toponymie
Le nom de la localité est attesté sous les formes Altaria Cavillonis (1131) ; Chevillon (vers 1172) ; Chevelum (1174) ; Cheveilon (1187) ; Chevelen (1274) ; Chevyloin, Chevilom (1326).

Le nom de Chevillon viendrait de cavus qui signifie « creux » en latin.

## Histoire
Une monographie aborde les différents thèmes de l'histoire du village et notamment des activités des villageois, agriculture, carrières, viticulture, métallurgie.

## Politique et administration

### Liste des maires
Chevillon est rattachée à l'arrondissement de Saint-Dizier (avant 1926, le chef-lieu de cet arrondissement était Wassy).
| Période                                  | Période   | Identité                | Étiquette | Qualité                                                    |
| ---------------------------------------- | --------- | ----------------------- | --------- | ---------------------------------------------------------- |
| 25 décembre 1867                         |           | Claude Augustin Burgeat |           |                                                            |
| mars 2008                                | mars 2014 | Michel Bozek            | UMP       | Ancien conseiller général                                  |
| mars 2014                                | En cours  | Dominique Mercier       | DVD       | Professeur des écoles Conseiller départemental depuis 2021 |
| Les données manquantes sont à compléter. |           |                         |           |                                                            |

## Population et société

### Démographie

#### Évolution démographique
L'évolution du nombre d'habitants est connue à travers les recensements de la population effectués dans la commune depuis 1793. Pour les communes de moins de 10 000 habitants, une enquête de recensement portant sur toute la population est réalisée tous les cinq ans, les populations de référence des années intermédiaires étant quant à elles estimées par interpolation ou extrapolation. Pour la commune, le premier recensement exhaustif entrant dans le cadre du nouveau dispositif a été réalisé en 2008.

En 2022, la commune comptait 1 277 habitants, en évolution de −4,27 % par rapport à 2016 (Haute-Marne : −4,62 %, France hors Mayotte : +2,11 %).
| 1793 | 1800 | 1806 | 1821 | 1831 | 1836 | 1841 | 1846  | 1851  |
| ---- | ---- | ---- | ---- | ---- | ---- | ---- | ----- | ----- |
| 790  | 856  | 930  | 939  | 963  | 981  | 991  | 1 082 | 1 121 |

| 1856  | 1861  | 1866  | 1872  | 1876  | 1881  | 1886  | 1891  | 1896  |
| ----- | ----- | ----- | ----- | ----- | ----- | ----- | ----- | ----- |
| 1 070 | 1 167 | 1 230 | 1 202 | 1 230 | 1 248 | 1 159 | 1 175 | 1 083 |

| 1901  | 1906  | 1911 | 1921 | 1926 | 1931 | 1936 | 1946 | 1954 |
| ----- | ----- | ---- | ---- | ---- | ---- | ---- | ---- | ---- |
| 1 083 | 1 003 | 949  | 974  | 918  | 886  | 841  | 811  | 940  |

| 1962  | 1968  | 1975  | 1982  | 1990  | 1999  | 2006  | 2008  | 2013  |
| ----- | ----- | ----- | ----- | ----- | ----- | ----- | ----- | ----- |
| 1 094 | 1 098 | 1 532 | 1 607 | 1 556 | 1 455 | 1 403 | 1 388 | 1 385 |

| 2018  | 2022  | - | - | - | - | - | - | - |
| ----- | ----- | - | - | - | - | - | - | - |
| 1 292 | 1 277 | - | - | - | - | - | - | - |

## Héraldique
| Armes de Chevillon | Les armes de Chevillon se blasonnent ainsi : Parti: au 1er d'azur à six broyes d'or, liées par deux d'argent, les couples posées en fasces et rangées en pal, au chef d'argent chargé d'un lion issant de gueules, au 2e gueules à la grappe de raisin feuillée d'or et accompagnée de trois billettes d'argent. |

## Lieux et monuments

### Château
Ancienne demeure des seigneurs de Chevillon, le château – ses vestiges –est aujourd'hui transformé en médiathèque. Il est entouré d'un jardin médiéval.
- L'Église Saint-Vinebault de Breuil de Georges Parisot, labellisée Architecture contemporaine remarquable.

- la Gare

## Personnalités liées à la commune
- Jean Louis Defresne, fils de Humbert Dufresne, écuyer, enseigne au régiment de gens de pieds (infanterie) de Piémont, seigneur de la Tour de Chevillon et Marie de l'Isle dame de Guainville (Eure-et-Loir), seigneur de la Tour (fief + château)  de Chevillon, major du duc de Guise, dont il y a eu une descendance, dont les deux marquis De Fresne[22].
- Pour ceux qui veulent en savoir plus sur la famille des seigneurs de Chevillon (Haute-Marne), dit « Seigneurs de la Tour de Chevillon » du XVIIe au XIXe siècle : voir les études sur les familles De Fresne, alias Dufresne et Defresne, seigneurs ayant habité Chevillon (Haute-Marne), Saint-Dizier (Haute-Marne), et Bar-sur-Aube (Aube) etc. et De France du Chesnoy et de Chevillon, par Monsieur Jacques Le Marois et Monsieur Gérard Planson.

Il existe au moins deux tableaux du château de Chevillon possédés pendant deux siècles par la famille De Fresne avec le panorama vu du château, ils datent du XVIIIe siècle. Les restes du château sont devenus à présent la médiathèque.
- Marie de L'Isle, veuve de Humbert De Fresne, avait épousé en deuxièmes noces, en 1615, Pierre De France seigneur du Chesnoy (51), gouverneur de Lourdon.
- Michel d'Amboise seigneur de Chevillon (né vers 1505- décédé avant 1551), poète et fils naturel de Charles II d'Amboise, amiral de France et vice-roi de Lombardie, épousa Isabeau du Bois, fille de François du Bois, seigneur (en partie) de Chevillon au début du XVIe siècle. Michel d'Amboise et sa femme Isabeau du Bois vécurent quelque temps dans la famille de sa femme sur la terre de Chevillon. Deux ans après leur mariage, sa femme Isabeau du Bois mourut en couches en 1530 avec l'enfant qu'elle mit au monde[23]. Michel d'Amboise prit la qualification de seigneur de Chevillon dans ses œuvres. En 1542, dans son livre Les secrets d'amour, Michel d'Amboise écrit : « ...de nostre temps une damoyselle de qui le nom ne doit estre caché & mis en oubly entre tant de notables femmes, ce fut Isabeau du Boys, née en Champaigne, en un petit village nommé Chevillon dont son père fut seigneur : laquelle ayma, craignit & honnora très chastement son mary... »[24].
- Marie-Agnès Annequin-Plantagenet, footballeuse internationale française native de Chevillon.